# 1887 في الجزائر
فيما يلي قوائم الأحداث التي وقعت خلال عام 1887 في الجزائر.

## الحكم
- .الإحتلال الفرنسي

## الأحداث
- إصدار القانون المكمل لقانون أوغست وارنييه بشأن ترخيص أراضي السكان الأصليين في الجزائر.[1]
- 28 فبراير – تأسيس بلدية مقلع' إحدى الثلاث بلديات دائرة مقلع التابعة لولاية تيزي وزو الجزائرية.
- 29 نوفمبر زلزال ووفاة 20 شخصا

## المواليد
- عمر بن قدور من رواد الصحافة العربية في الجزائر. (ت 1930)
- 11 نوفمبر – رشيد بلخضر المعروف باسم رشيد قسنطينيي، مطرب و شاعر جزائري، توفي في 13 جويلية 1944.[2]